# Манюки (Брянская область)
Манюки — село в Новозыбковском городском округе Брянской области.

## География
Находится в западной части Брянской области на расстоянии приблизительно 10 км на восток-северо-восток по прямой от железнодорожного вокзала районного центра города Новозыбков.

## История
Известно с первой половины XVII века. В 1859 году учтено было 110 дворов, в 1897—197. С XVIII века действовала Покровская церковь (деревянная, не сохранилась). До 2019 года входило в Замишевское сельское поселение Новозыбковского района до их упразднения.

## Население
Численность населения: 806 человек (1859 год), 1155 (1892), 355 человек в 2002 году (русские 97 %), 317 в 2010.